# کوتکی، دیر بالا
کوتکی (به انگلیسی: Kotkai) یک منطقهٔ مسکونی در پاکستان است که در خیبر پختونخوا واقع شده‌است.